# ブルーノ・ハルキアダキス
ブルーノ・アラウージョ・ハルキアダキス（ギリシア語: Μπρούνο Αραούζο Χαλκιαδάκης、ポルトガル語: Bruno Araújo Chalkiadakis、1993年4月7日 - ）は、ギリシャとブラジルのサッカー選手。ポジションはMF。
出生名はブルーノ・アラウージョ・ダ・シウヴァ（ポルトガル語: Bruno Araújo da Silva）で、通称はブルーノ（Bruno）であった。

## クラブ歴

### エルゴテリス
ジュアゼイロSCでサッカーを始めた。16歳の時にエルゴテリスFCのスカウトに見つかった。エルゴテリスは彼に物凄いポテンシャルを感じたため、クラブと関係の深いチャルキアダキス家を通じてギリシャ国籍を取得させた。エルゴテリス移籍後はユースでプレーしていたが、2011年5月24日にプロ契約を締結した。12月11日の試合でフィリッポス・ダルラスに代えて投入されプロ初出場。
契約問題でチームとの関係が悪化した期間もあったが、2014年8月21日に契約を更新。その後はレギュラーとして出場を重ねた。しかしクラブは降格した。

### パニオニオス
2015年5月21日にギリシャ・スーパーリーグの王者、オリンピアコスFCに5年契約で移籍。しかしクラブの選手一覧に名前はなく結局無所属となった。このため同リーグのパニオニオスFCに2年契約で加入。2015-16シーズンの大半を控えで過ごしたものの31試合に出場、キペロ・エラーダスで2得点も記録した。リーグを5位で終えたため、UEFAヨーロッパリーグ 2016-17 予選に参加する権利を得たが、資金的な問題から撤退。2016年夏に契約解除。

### カスカヴェウ
同年夏からブラジルに戻っていた彼は、2017年にカスカヴェウCRでプレーした。

### PASヤニナ
2017年夏、PASヤニナFCに3年契約で加入し、ギリシャ復帰。9月18日に移籍後初得点をパニオニオス相手に決めた。10月14日にも得点を記録。同シーズンはリーグとカップ合わせて31試合3得点4アシスト。2018年6月に双方同意で契約解除。

### ヘルマンシュタット
2018年7月5日にリーガ1のFCヘルマンシュタットに2年契約で加入。

### AEL
2019年にAEL 1964に加入した。

## 代表歴
ギリシャに帰化したため、ギリシャU-19代表として2012年のカタール国際親善トーナメントの選考メンバーにチームメイトのアンドレアス・ブーハラキスとともに選出された。しかし彼はプレシーズンのクラブの親善試合で前十字靭帯を負傷してしまったため選考落ちとなった。